# Wyćwiklin biały
Wyćwiklin biały, szpinak malabarski, jagodnik biały, miłowój biały (Basella alba) – gatunek rośliny z rodziny wyćwiklinkowatych. Jest rozpowszechniony w tropikach na wszystkich kontynentach, uprawiany wszędzie jako warzywo i roślina ozdobna. Spożywane są mięsiste liście tej rośliny. Fioletowy sok używany jest do barwienia produktów spożywczych. Roślina ma także zastosowanie lecznicze. Kwitnie od maja do sierpnia, owocuje od lipca do października.

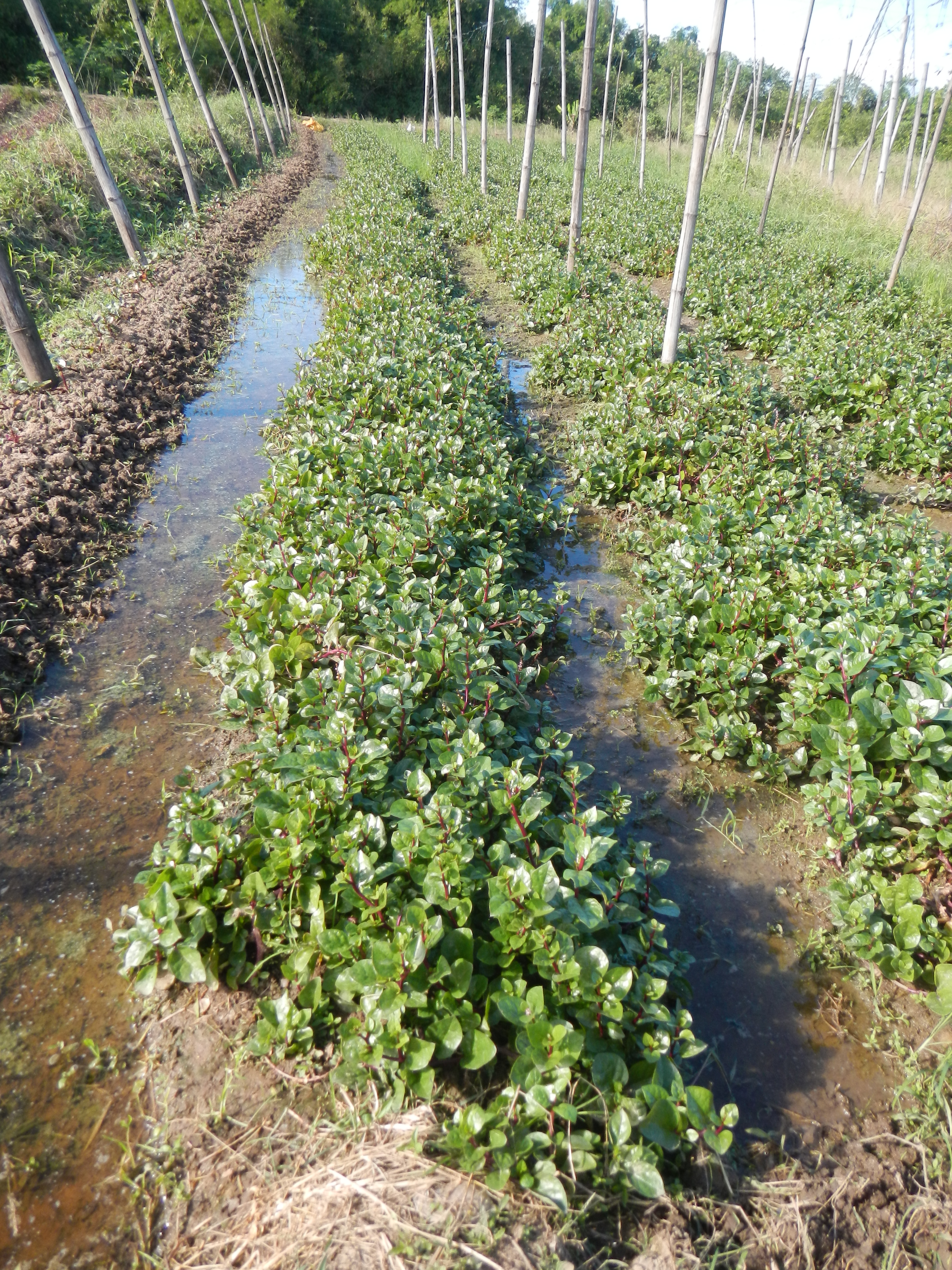
Uprawa

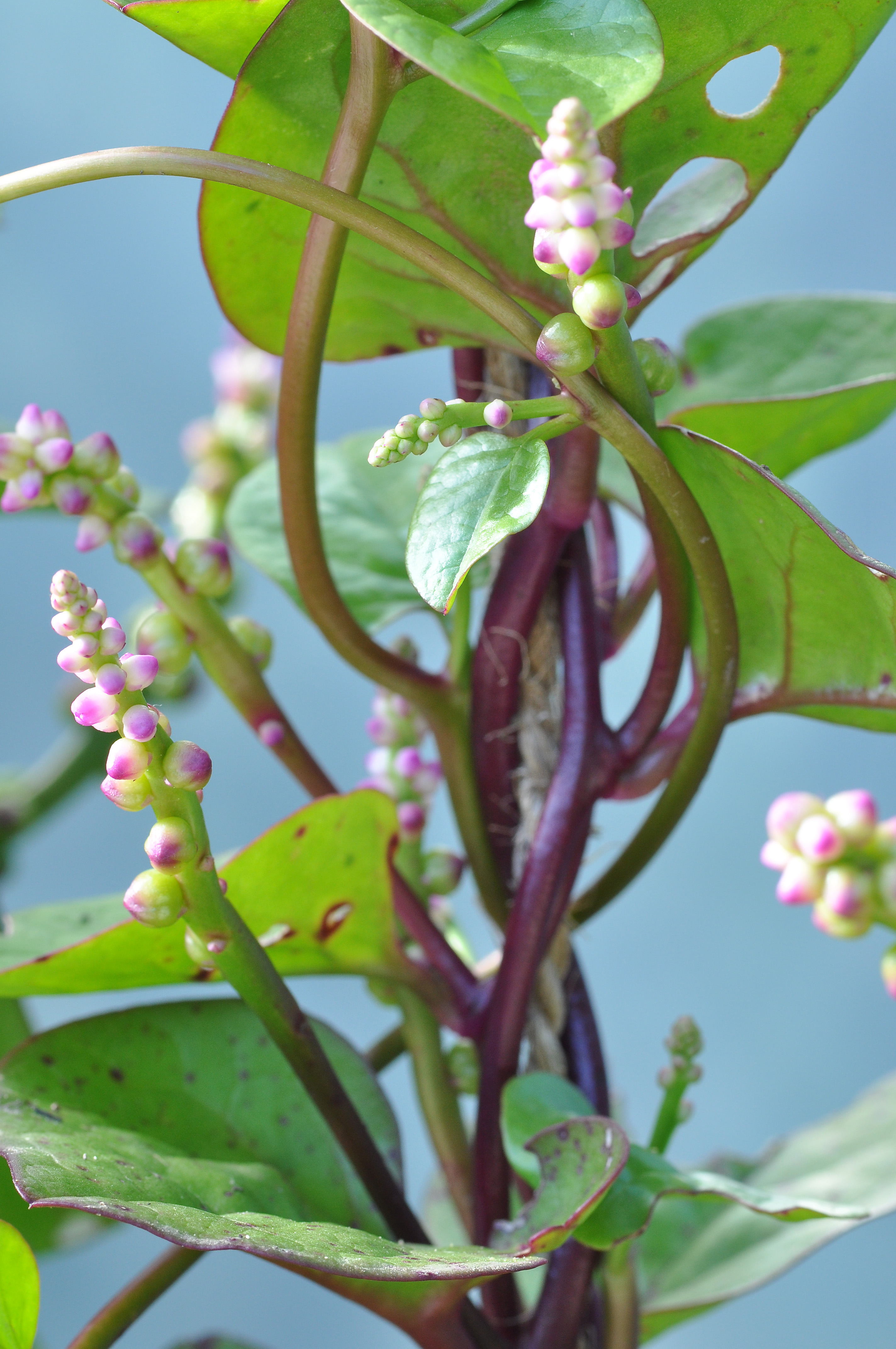
Roślina kwitnąca

## Morfologia
PokrójPnącza jednoroczne osiągające 10 m długości, o pędach mięsistych, nagich.
LiściePojedyncze, skrętoległe, osadzone na ogonkach długości 1–3 cm, o całobrzegiej blaszce jajowatej lub okrągławej, długości 3–9 cm, szerokości 2–8 cm. Nasada jest zaokrąglona lub słabo sercowata, wierzchołek zaostrzony.
KwiatySiedzące, niepozorne, promieniste i obupłciowe, zebrane w kłosy długości 3–15 (20) cm. Listki okwiatu drobne (do 4 mm długości) i mięsiste, białe lub czerwonawe. Pręcików jest pięć, ich nitki są białe, pylniki żółte. Zalążnia górna, jednokomorowa. Szyjki słupka 3, zakończone równowąskim znamieniem.
OwoceJednonasienne, kulistawe niełupki rozwijające się w mięśniejącym i trwałym okwiecie. Mają barwę czerwoną do ciemnoczerwonej i czarnej.